# Cinclodes taczanowskii
Cinclodes taczanowskii là một loài chim trong họ Furnariidae.